# Абу Джа'фар (емір Мурсії)
Абу Джа'фар ібн Мухаммад ібн Худ (д/н — 1263) — емір Мурсійської тайфи в 1259/1260—1263 роках.

## Життєпис
Походив з династії Худидів. Син Мухаммада ібн Худа, еміра Мурсії. Відомостей про нього обмежено. Наприкінці 1259 або напочатку 1260 року після смерті батька посів трон. На той час ймовірно був хворим. Продовжив політику попередника, залишаючись вірним васалом Кастилії. Помер 1263 року. Йому спадкував син Мухаммад ібн Абу Джа'фар.